# Magon Barca
Sauf précision contraire, les dates de cet article sont sous-entendues « avant l'ère commune » (AEC), c'est-à-dire « avant Jésus-Christ ».
Magon Barca (ou Mago Barca) décédé en 203 av. J.-C. en mer, est un général carthaginois membre de la famille des Barcides. Il est le fils de Hamilcar Barca et le frère cadet de Hannibal et de Hasdrubal Barca. Né en 243 av. J.-C., on ignore tout de sa vie avant la deuxième guerre punique.

## Guerre en Italie
Durant ce conflit majeur, il prend part à l'invasion de l'Italie avec ses deux frères. Il participe à la bataille de la Trébie en 218 av. J.-C. puis à celle de Cannes. Il est ensuite envoyé par Hannibal dans le sud de l'Italie et soumet le Samnium et le Bruttium. De là, il repart à Carthage pour porter la nouvelle de la victoire et demander des renforts pour son frère.

## Guerre en Hispanie
Il est ensuite placé à la tête d'un corps qui est envoyé en renfort vers l'Hispanie à la suite de la défaite de Dertosa. Bien que ce soit son frère qui soit le commandant en chef, il est général d'une armée séparée. De 215 à 212, aux côtés de son frère Hasdrubal et de Hasdrubal Gisco, il combat les armées romaines commandées par Publius Cornelius Scipio et Cnaeus Cornelius Scipio Calvus. Toutefois, un statu quo s'installe et aucun des partis ne remporte de victoires décisives pendant cette période. En 211, les armées carthaginoises sont séparées et les Scipion décident de profiter de cette occasion pour les combattre une à une. Publius Cornelius Scipio marche contre Magon alors que Cnaeus part combattre Hasdrubal Barca. Hasdrubal Gisco, le chef ibérique Indibilis et Massinissa à la tête de ses Numides parviennent à rejoindre Magon et battent ensemble l'armée romaine. Publius Cornelius meurt durant le combat. Les armées carthaginoises se hâtent alors de rejoindre Hasdrubal Barca. L'armée romaine est à nouveau vaincue et Cnaeus connaît le même sort que son frère Publius Cornelius.
La conquête de l'Hispanie semble alors à portée de main mais l'armée romaine parvient à se reconstituer ; l'arrivée de Scipion l'Africain renverse la situation. Magon est battu en 207 par Marcus Silanus et se trouve obligé de se réfugier à Gadès. Les Carthaginois se dispersent alors et tentent de soulever l'Hispanie contre les Romains. En 206, Scipion vainc les Carthaginois à Ilipa. Hasdrubal Gisco part en Afrique du Nord alors que Magon retourne à Gadès. En 205, Scipion doit faire face à des soulèvements de tribus ibères et à une mutinerie. Magon ne parvient pas à profiter des difficultés éprouvées par les Romains : lorsqu'il tente de reprendre Carthagène, il est vaincu. Il tente de revenir à Gadès mais la ville lui barre ses portes.

## Retour en Italie
Il décide alors de faire voile vers les îles Baléares.  Il est d'abord rejeté de la plus grande des îles Baléares, Majorque avant d'accoster sur la plus petite : Minorque, Nura (le feu) pour les Phéniciens. Il aurait fondé la ville de Mahon (Portus Magonis), laquelle conserve son nom (hypothèse contestée par Joan Coromines, dans "Onomasticon Cataloniae", page 183). L'îlot Tagomago rappelle également son nom.
De Majorque, sur ordre du Sénat carthaginois, il passe en Italie et débarque en Ligurie. Il s'empare de la ville de Gênes et, durant trois années, sera maître du nord de l'Italie. Il tente de soulever les Ligures et les Gaulois. En 203, il combat les armées romaines envoyées contre lui ; son armée est défaite, lui-même se trouve blessé. Il est rappelé par Carthage pour aider à la défense de la cité contre Scipion l'Africain qui a débarqué en Afrique du Nord. Le voyage pour Carthage lui est fatal ; Magon meurt en mer des suites de ses blessures, au large de la Sardaigne.

Arbre généalogique de la famille des Barcides.